# عرب اوشاغی
عرب اوشاغی (به لاتین: Ərəbuşağı) یک منطقه مسکونی در جمهوری آذربایجان است که در شهرستان آق‌سو واقع شده است. عرب اوشاغی ۱۷۴۵ نفر جمعیت دارد.